# Arnoldo Onisto
Arnoldo Onisto (Asolo, 16 luglio 1912 – Bassano del Grappa, 8 maggio 1992) è stato un vescovo cattolico italiano.

## Biografia
Nacque ad Asolo il 16 luglio 1912.
Ordinato presbitero a Treviso il 18 novembre 1934, fu rettore del Collegio Vescovile Pio X dal 1962 al 1971.
L'11 settembre 1971 papa Paolo VI lo nominò vescovo della diocesi di Vicenza. 
Durante il suo ministero fu aiutato dal vescovo ausiliare mons. Carlo Fanton, già ausiliare della Diocesi nel precedente episcopato di mons. Carlo Zinato (dal 1967).
Con l'episcopato di mons. Onisto possiamo dire che i dettami del Concilio Ecumenico Vaticano II sono stati accolti e attuati, anche grazie alla celebrazione del XXV Sinodo diocesano, da lui voluto e accompagnato, negli anni 1984-1987 dal titolo: "Sulla strada del Regno di Dio, la Chiesa incontra l'uomo e il mondo".
Il 20 febbraio 1988 papa Giovanni Paolo II accoglie le sue dimissioni, per raggiunti limiti di età. 
Da vescovo emerito sceglie di "tornare in parrocchia, rimanendo in Diocesi", perciò si ritirò nella città di Bassano del Grappa (VI).
Morì a Bassano del Grappa l'8 maggio 1992.
Il suo corpo è sepolto nella cripta della Cattedrale di santa Maria Annunziata di Vicenza, accanto agli altri presuli.

## Genealogia episcopale
La genealogia episcopale è:
- Cardinale Scipione Rebiba
- Cardinale Giulio Antonio Santori
- Cardinale Girolamo Bernerio, O.P.
- Arcivescovo Galeazzo Sanvitale
- Cardinale Ludovico Ludovisi
- Cardinale Luigi Caetani
- Cardinale Ulderico Carpegna
- Cardinale Paluzzo Paluzzi Altieri degli Albertoni
- Papa Benedetto XIII
- Papa Benedetto XIV
- Cardinale Enrico Enriquez
- Arcivescovo Manuel Quintano Bonifaz
- Cardinale Buenaventura Córdoba Espinosa de la Cerda
- Cardinale Giuseppe Maria Doria Pamphilj
- Papa Pio VIII
- Papa Pio IX
- Cardinale Alessandro Franchi
- Cardinale Giovanni Simeoni
- Cardinale Antonio Agliardi
- Cardinale Basilio Pompilj
- Cardinale Adeodato Giovanni Piazza
- Vescovo Carlo Zinato
- Vescovo Antonio Mistrorigo
- Vescovo Arnoldo Onisto